# 達吉斯坦共和國國旗
達吉斯坦共和國國旗是一面三色旗，自上而下是綠、藍、紅三色條紋。綠色代表伊斯蘭教，藍色代表裏海，紅色代表勇氣和忠誠。啟用於1994年2月26日。2003年，達吉斯坦國旗的比例由1:2改為2:3.
達吉斯坦共和國國旗与哈爾科夫人民共和國國旗十分相似

## 歷代國旗
- 北高加索山區共和國
（1921–1924）
- 山區苏维埃社会主义自治共和國（1921–1924）山區苏维埃社会主义自治共和國
（1921–1924）
- 達吉斯坦苏维埃社会主义自治共和國
（1925–1927）
- 達吉斯坦苏维埃社会主义自治共和國
（1927–1954）
- 達吉斯坦苏维埃社会主义自治共和國
（1954–1991）
- 達吉斯坦共和国（1994-2003）